# Polyptychus
Polyptychus är ett släkte av fjärilar. Polyptychus ingår i familjen svärmare.

## Dottertaxa tillPolyptychus, i alfabetisk ordning[1]
- Polyptychus affinis
- Polyptychus andosa
- Polyptychus anochus
- Polyptychus baltus
- Polyptychus barnsi
- Polyptychus baxteri
- Polyptychus bernardii
- Polyptychus carteri
- Polyptychus celebensis
- Polyptychus chinensis
- Polyptychus coryndoni
- Polyptychus costalis
- Polyptychus dentatus
- Polyptychus denticulatus
- Polyptychus draconis
- Polyptychus draconoides
- Polyptychus enodia
- Polyptychus ferroseus
- Polyptychus hollandi
- Polyptychus inconspicuus
- Polyptychus janseri
- Polyptychus javanicus
- Polyptychus kalisi
- Polyptychus kelanus
- Polyptychus kindunus
- Polyptychus kivui
- Polyptychus lapidatus
- Polyptychus luteatus
- Polyptychus mincopicus
- Polyptychus modesta
- Polyptychus modestus
- Polyptychus murinus
- Polyptychus nigriplaga
- Polyptychus orthographus
- Polyptychus paupercula
- Polyptychus philippiensis
- Polyptychus poliades
- Polyptychus retusus
- Polyptychus reussi
- Polyptychus rougeoti
- Polyptychus senniger
- Polyptychus sinus
- Polyptychus sonantis
- Polyptychus thihongae
- Polyptychus timesicus
- Polyptychus timesius
- Polyptychus tiro
- Polyptychus trilineatus
- Polyptychus trisecta
- Polyptychus undatus
- Polyptychus villiersi

## Bildgalleri

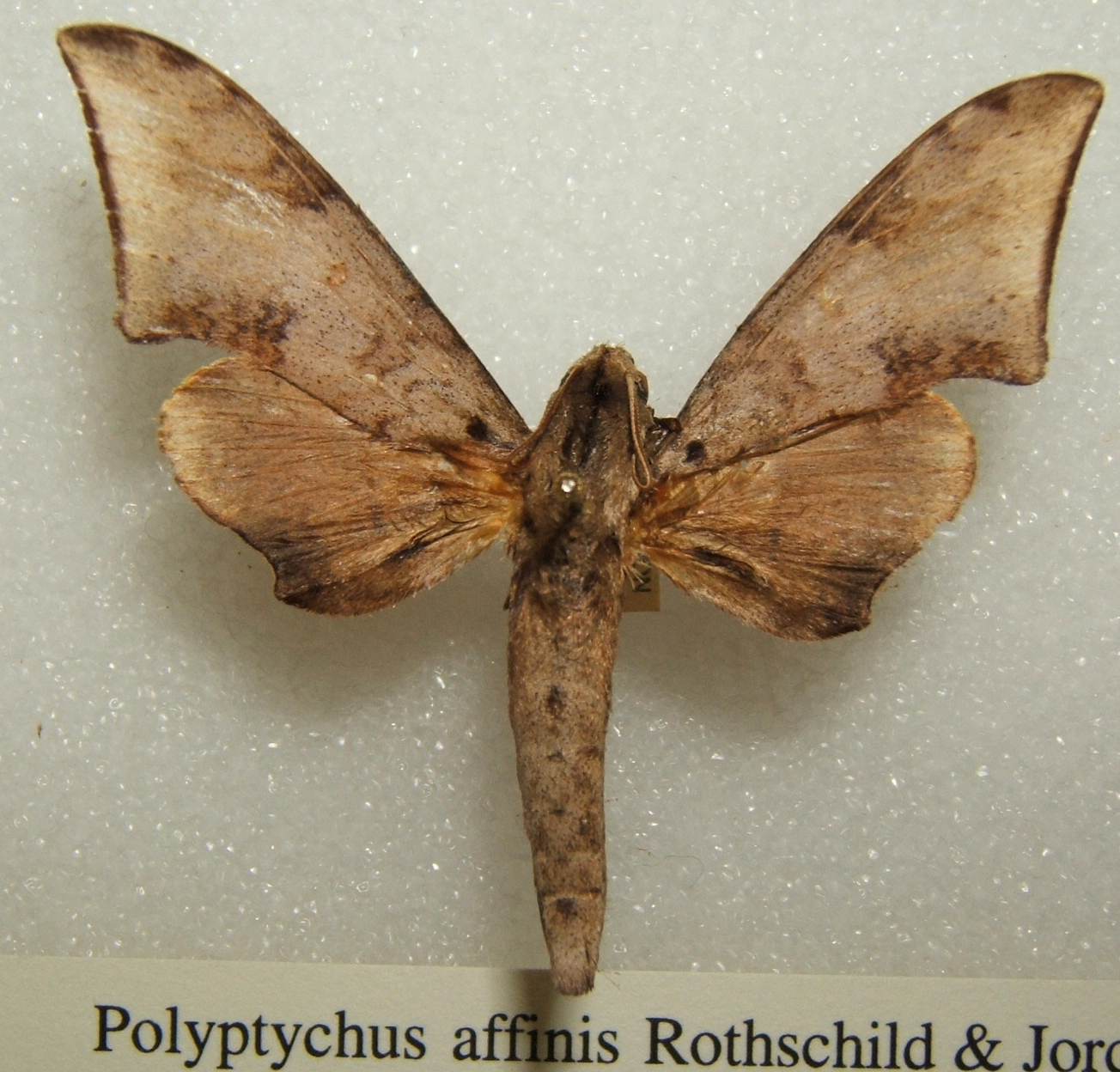
Polyptychus affinis
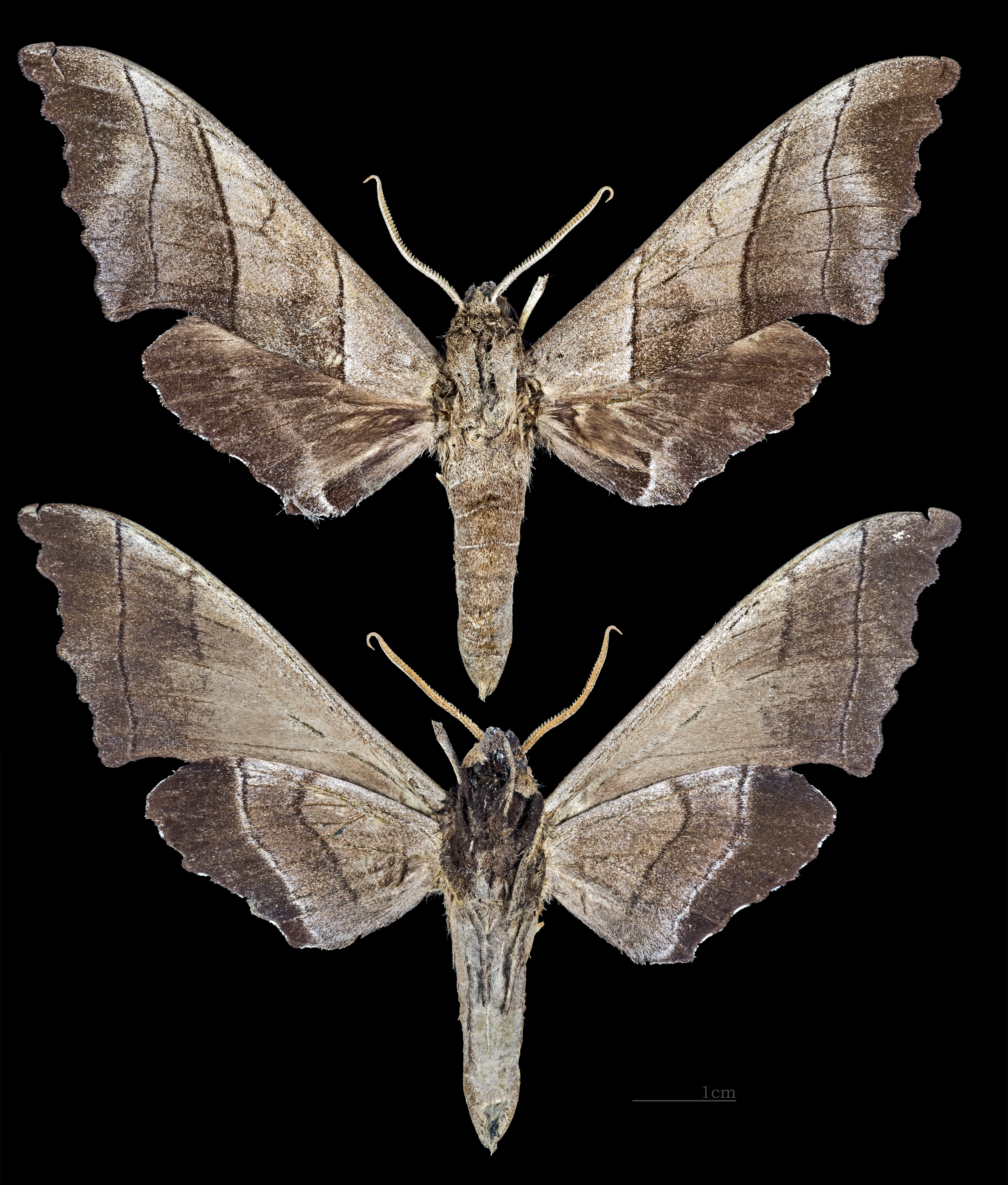
Polyptychus chinensis
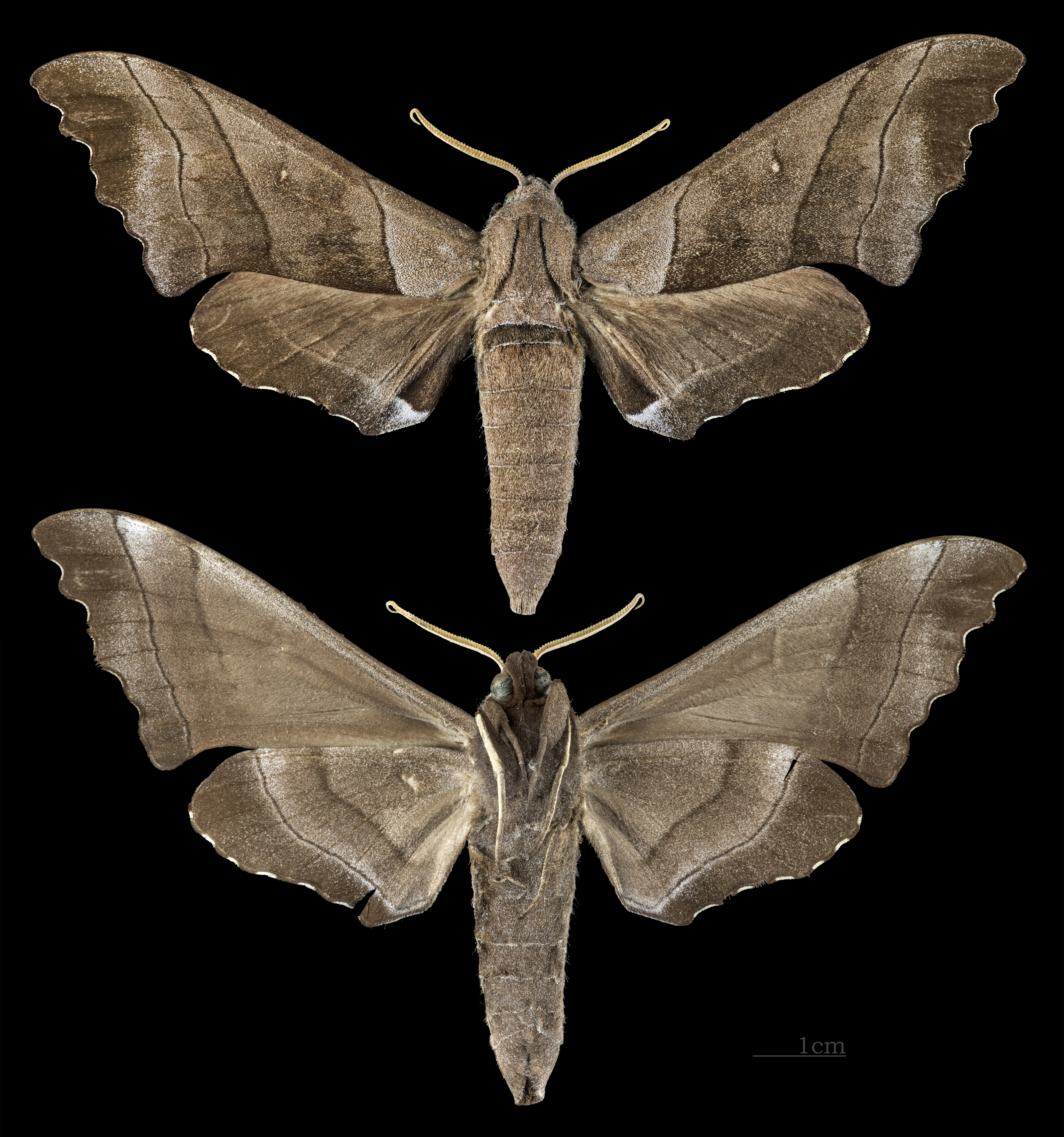
Polyptychus trilineatus